# Megachile bridarollii
Megachile bridarollii är en biart som beskrevs av Jesus Santiago Moure 1947. Megachile bridarollii ingår i släktet tapetserarbin, och familjen buksamlarbin. Inga underarter finns listade i Catalogue of Life.